# Élections législatives thaïlandaises de 1996
Les élections législatives thaïlandaises de 1996 se sont déroulées le 17 novembre 1996 pour élire les 393 sièges de la Chambre des représentants, dont 197 sièges sont requis pour parvenir à la majorité absolue. Elles mettent fin à la 19e législature de la Chambre, débutée par les élections de 1995.
Cette élection voit la montée du parti New Aspiration (en thaï ความหวังใหม่ ; RTGS : Kwarm Wang Mai), mené par Chawalit Yongchaiyut et arrivé en 3e position aux dernières élections, qui devient le parti majoritaire à la Chambre en obtenant 125 sièges, et ce, malgré un nombre de voix et de suffrages moindre que le Parti démocrate, mené par l'ancien Premier ministre Chuan Likphai, qui obtient une majorité relative avec seulement 123 sièges. Il obtient cependant son meilleur nombre de sièges à une élection législative depuis sa création.
D'autres partis se sont également renforcés, en obtenant plus de voix qu'à l'élection de 1995, comme le Parti du Développement national (en), mené par un autre ancien Premier ministre Chatchai Chunhawan, qui obtient une nette hausse de 400 000 voix comparés en 1995, ou encore le Parti de l'Action sociale (en), mené par le vice-Premier ministre Montree Pongpanich, qui enregistre 700 000 voix de plus qu'en 1995. Le Parti de la Nation thaïe, mené par le Premier ministre sortant Banhan Sinlapa-acha, ressort affaibli de l'élection : il obtient 7 millions de voix de moins, 13 points de moins en suffrages (9,88%), ainsi que 53 sièges de moins qu'en 1995, où il était parvenu à arriver en tête.
Aucun parti n'ayant obtenu la majorité absolue des sièges, un gouvernement de coalition doit être formé.